# باربي و حكاية حورية البحر 2
باربي وحكاية حورية البحر 2 (بالإنجليزية: Barbie in A Mermaid Tale 2)‏ هو فيلم تم إنتاجه في كندا والولايات المتحدة وصدر في سنة 2012. الفيلم من بطولة تابيثا سانت جيرماين.

## وصلات خارجية
- باربي و حكاية حورية البحر 2 على موقع IMDb (الإنجليزية)
- باربي و حكاية حورية البحر 2 على موقع روتن توميتوز (الإنجليزية)
- باربي و حكاية حورية البحر 2 على موقع ألو سيني (الفرنسية)
- باربي و حكاية حورية البحر 2 على موقع أول موفي (الإنجليزية)
- باربي و حكاية حورية البحر 2 على موقع فيلمافينيتي (الإسبانية)
- باربي و حكاية حورية البحر 2 على موقع قاعدة بيانات الأفلام السويدية (السويدية)
- باربي و حكاية حورية البحر 2 على موقع قاعدة بيانات الفيلم (الإنجليزية)
- باربي و حكاية حورية البحر 2 على موقع ليتربوكسد (الإنجليزية)
- باربي و حكاية حورية البحر 2 على موقع كينوبويسك (الروسية)